# Nombre unitairement parfait
En mathématiques, un nombre unitairement parfait est un entier strictement positif qui est la somme de ses diviseurs unitaires stricts.
Ainsi, 60 est un nombre unitairement parfait, parce que ses diviseurs unitaires stricts sont 1, 3, 4, 5, 12, 15 et 20, et que 1 + 3 + 4 + 5 + 12 + 15 + 20 = 60.
Les cinq premiers nombres unitairement parfaits sont :
Si la décomposition en facteurs premiers d'un entier n est n = p1k1 … prkr, alors n est unitairement parfait si et seulement si (1 + p1k1) … (1 + prkr) = 2n. Il n'existe donc pas de nombre unitairement parfait impair.
On ne sait pas s'il existe une infinité de nombres unitairement parfaits, ni même s'il en existe d'autres que les cinq ci-dessus.